# A Game of Thrones: Genesis
Игра престолов: Начало (оригинальное название — A Game of Thrones: Genesis) — компьютерная игра в жанре RTS, разработанная французской студией Cyanide и основанная на книгах из серии «Песнь Льда и Огня» Джорджа Мартина. Игра была выпущена компанией Focus Home Interactive для платформы PC 29 сентября 2011 года.

## Геймплей
Геймплей основан на захвате замков, городов и золотых приисков персонажами. Обширная карта игры разделена на участки, каждый из которых контролируется определённой постройкой — городом, крепостью, шахтой или септой. При захвате стратегической точки участка игрок присоединяет её к королевству, получая бонус к прибыли. Цель игры состоит в том, чтобы завоевать Железный Трон, этого можно добиться путём накопления достаточного «Престижа».
Существенную важность при захвате представляет параметр «хитрости» персонажей. Чаще всего участки карты понадобится захватывать не силой, а при помощи придворных интриг и тайной дипломатии, используя такие юниты, как бандиты, шпионы и наёмные убийцы.
В A Game of Thrones: Genesis существуют два режима: битва и кампания. Четыре основных направления развития — дипломатия, военное дело, экономика и хитрость. Каждая фракция имеет специальные подразделения и способности. Дом Старков, например, обладает подразделением лютоволков, а дом Баратеонов — элитными лучниками.

## Сюжет
Сюжет игры развивается на протяжении тысячи лет на вымышленном континенте под названием Вестерос. Игра повествует об истории Семи Королевств с момента высадки ройнаров в Дорне и до противостояния короля Эйериса и Роберта Баратеона.

## Отзывы
| Сводный рейтинг       | Сводный рейтинг |
| Агрегатор             | Оценка          |
| --------------------- | --------------- |
| GameRankings          | 52,94 %         |
| Русскоязычные издания |                 |
| Издание               | Оценка          |
| Absolute Games        | 55 %            |
| «Домашний ПК»         | 2/5             |

Летом 2018 года, благодаря уязвимости в защите Steam Web API, стало известно, что точное количество пользователей сервиса Steam, которые играли в игру хотя бы один раз, составляет 168 535 человек.